# Neuchâtel Knights 2023
Questa voce raccoglie le informazioni riguardanti i Neuchâtel Knights nelle competizioni ufficiali della stagione 2023.

## Lega C 2023

### Stagione regolare
| 16 aprile 2023 2ª giornata | Neuchâtel Knights | 0 – 19 | Morges Bandits |  |

| 7 maggio 2023 5ª giornata | Neuchâtel Knights | 18 – 14 | Fribourg Cardinals |  |

| 21 maggio 2023 7ª giornata | Fribourg Cardinals | 20 – 21 | Neuchâtel Knights |  |

| 27 maggio 2023 8ª giornata | Geneva Whoppers | 42 – 17 | Neuchâtel Knights |  |

| 4 giugno 2023 9ª giornata | Morges Bandits | 27 – 26 | Neuchâtel Knights |  |

| 11 giugno 2023 10ª giornata | Neuchâtel Knights | 0 – 33 | Lausanne LUCAF Owls |  |

| 18 giugno 2023 11ª giornata | Neuchâtel Knights | 15 – 31 | Geneva Whoppers |  |

| 25 giugno 2023 12ª giornata | Lausanne LUCAF Owls | 20 – 6 | Neuchâtel Knights |  |

## Statistiche di squadra
| Competizione      | %Vittorie | In casa | In casa | In casa | In casa | In casa | In casa | In trasferta | In trasferta | In trasferta | In trasferta | In trasferta | In trasferta | Totale | Totale | Totale | Totale | Totale | Totale |
| Competizione      | %Vittorie | G       | V       | N       | P       | Pf      | Ps      | G            | V            | N            | P            | Pf           | Ps           | G      | V      | N      | P      | Pf     | Ps     |
| ----------------- | --------- | ------- | ------- | ------- | ------- | ------- | ------- | ------------ | ------------ | ------------ | ------------ | ------------ | ------------ | ------ | ------ | ------ | ------ | ------ | ------ |
| Stagione regolare | .250      | 4       | 1       | 0       | 3       | 33      | 97      | 4            | 1            | 0            | 3            | 70           | 109          | 8      | 2      | 0      | 6      | 103    | 206    |
| Totale            | .250      | 4       | 1       | 0       | 3       | 33      | 97      | 4            | 1            | 0            | 3            | 70           | 109          | 8      | 2      | 0      | 6      | 103    | 206    |